# Férfi jégkorong-válogatottak az 1932. évi téli olimpiai játékokon
A negyedik jégkorongtornát az olimpiák történetében az 1932. évi téli olimpiai játékokon rendezték meg. Mivel az Amerikai Egyesült Államokban volt az olimpia, ezért csak 4 nemzet 48 sportolója vett részt az eseményen.

## Keretek

### Egyesült Államok(USA)
- Osborne Anderson
- John Bent
- John Chase
- John Cookman
- Douglas Everett
- Franklin Farrell
- Joseph Fitzgerald
- Edwin Frazier
- John Garrison
- Gerard Hallock
- Robert Livingston
- Francis Nelson
- Winthrop Palmer
- Gordon Smith
- edző: Alfred Winsor
- másodedző: Gil Gleason

### Kanada(CAN)
- William Cockburn
- Clifford Crowley
- Albert Duncanson
- George Garbutt
- Roy Henkel
- Vic Lindquist
- Norman Malloy
- Walter Monson
- Kenneth Moore
- Romeo Rivers
- Hack Simpson
- Hugh Sutherland
- Stanley Wagner
- Alston Wise
- edző: Jack Hughes
- menedzser: Claude Robinson

### Lengyelország(POL)
- Adam Kowalski
- Aleksander Kowalski
- Włodzimierz Krygier
- Witalis Ludwiczak
- Czesław Marchewczyk
- Kazimierz Materski
- Alfred Mauer
- Roman Sabiński
- Kazimierz Sokołowski
- Józef Stogowski
- edző: Tadeusz Sachs

### Németország(GER)
- Rudi Ball
- Alfred Heinrich
- Erich Herker
- Gustav Jaenecke
- Werner Korff
- Walter Leinweber
- Erich Römer
- Martin Schröttle
- Marquard Slevogt
- Georg Strobl
- menedzser: Hermann Kleeberg